# Папас де Ариба (Охуелос де Халиско)
Папас де Ариба (шп. Papas de Arriba) насеље је у Мексику у савезној држави Халиско у општини Охуелос де Халиско. Насеље се налази на надморској висини од 2281 м.

## Становништво
Према подацима из 2010. године у насељу је живело 6 становника.

### Хронологија
| Година       | 2000         | 2005       | 2010 |
| ------------ | ------------ | ---------- | ---- |
| Становништво | 22 (11 / 11) | 13 (9 / 4) | 6    |

### Попис
| # | Индикатор                     | Вредност |
| - | ----------------------------- | -------- |
| 1 | Укупно домаћинстава           | 4        |
| 2 | Укупно насељених домаћинстава | 2        |
| 3 | Величина локације             | 1        |